# Rogotin
Rogotin – wieś w Chorwacji, w żupanii dubrownicko-neretwiańskiej, w mieście Ploče. W 2011 roku liczyła 665 mieszkańców.